# Spetshund

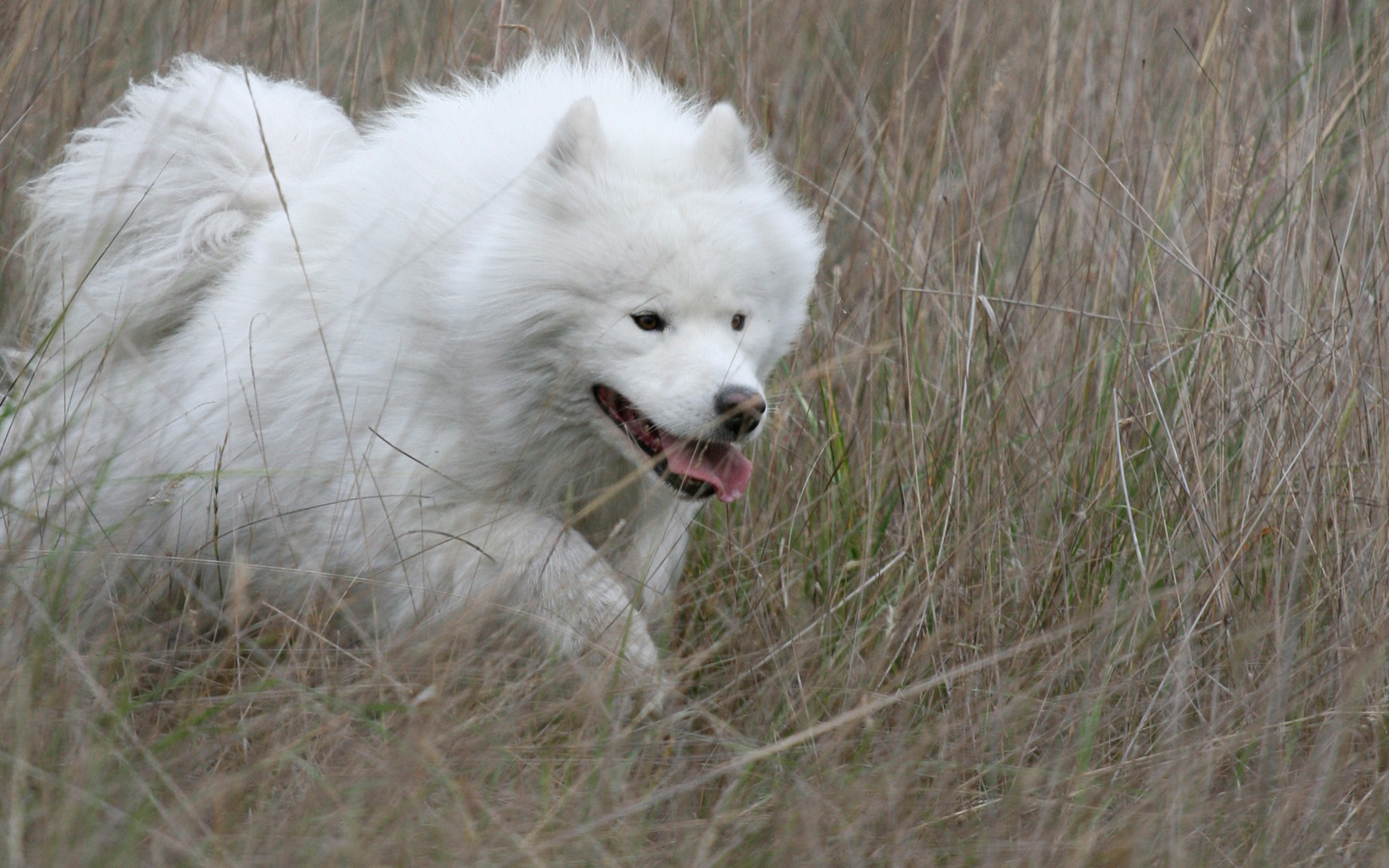
Samojedhund, en nordlig spets.

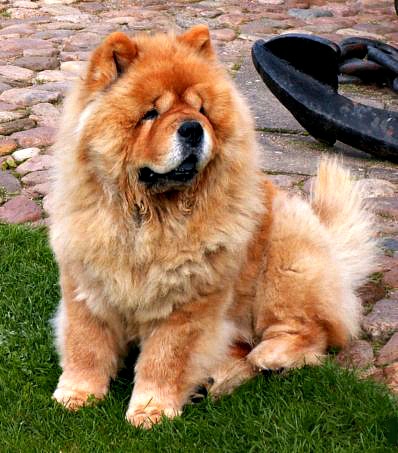
Chow chow, asiatisk spets.

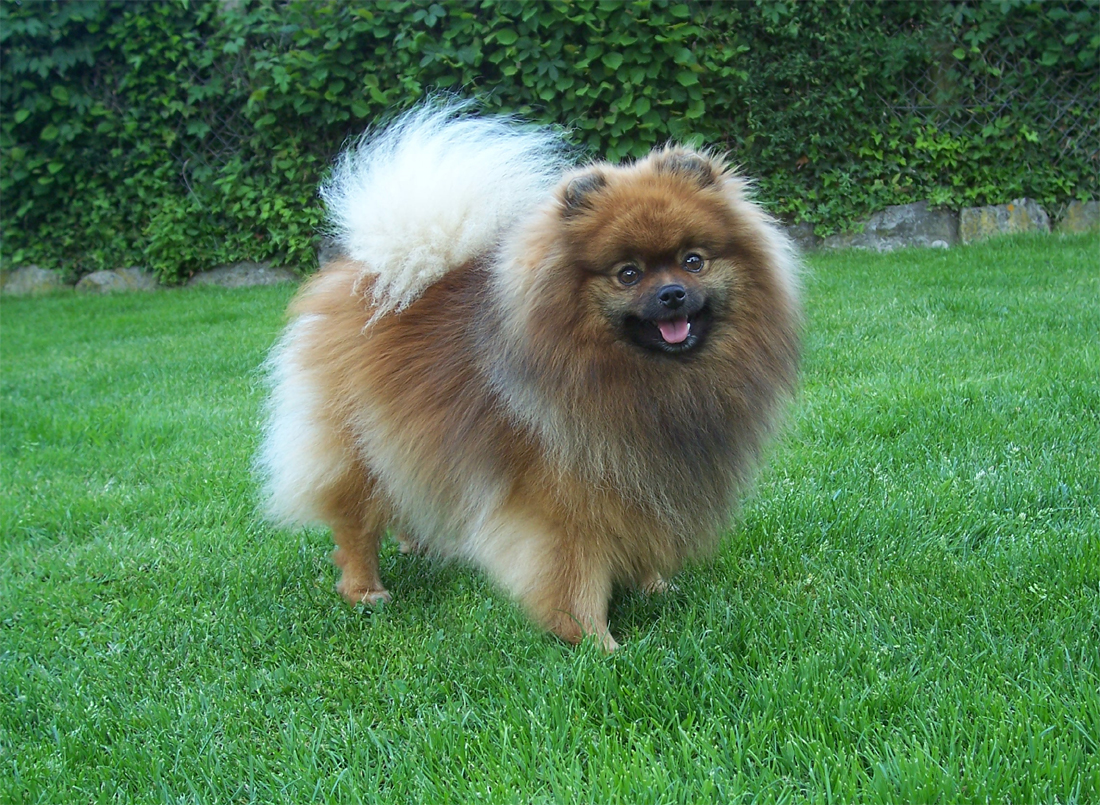
Pomeranian (tysk spets), europeisk spets.

Spetshundar eller spetsar (av tyskans spitz eller spitzhunde) är en av de allra äldsta hundrastyperna. Arkeologiska fynd av hundkranier från yngre stenåldern påvisar likheter med senare tiders spetsar. De har även likheter med urhundsraser och med den australiska dingon.
Spetsen har fått sitt namn av den karakteristiska kilformade skallen. Andra karaktärsdrag är upprättstående, spetsiga öron och kraftig svans som bärs ringlad över ryggen. De har kompakt kropp och förhållandevis lite vinklade bakben.
Spetsar tillhör enligt den internationella kennelfederationen Fédération Cynologique Internationales (FCI) gruppindelning av hundraser grupp 5, spetsar och urhundar. I Norden utgjorde de t.o.m. 1994 en helt egen grupp, innan Nordisk Kennelunion (NKU) anslöt sig till den internationella gruppindelningen. Då räknades även den belgiska skeppshunden schipperke och den walesiska vallhunden welsh corgi, som anses besläktad med västgötaspetsen, till spetsarna.
De flesta spetshundsraserna räknas till de nordliga spetsarna. Dessa är fördelade på tre sektioner efter användningsområde: 
1. Nordliga slädhundsspetsar (polarhundar) som har använts och än idag används för att framföra slädar. De är mycket uthålliga, envisa och gott socialt flockbeteende. Slädhundsspetsarna tål också kyla väldigt bra. I den här sektionen finner vi raser som Siberian Husky och Alaskan Malamute. 
2. Nordliga jaktspetsar är typiska älg- och fågelhundar. Vanligtvis används de i jakt av alla olika typer av klövdjur. Raser i undergruppen är Västsibirisk lajka och Karelsk björnhund.
3. Nordliga gårdsspetsar och vallande spetsar. Det här kan röra sig om flera olika raser som används till vakt eller vallning.
Därutöver utgör de asiatiska och europeiska (kontinentala) varsin sektion (nummer 4 och 5).

## Till denna grupp hör
- Chow chow
- Finsk spets
- Finsk lapphund
- Gråhund
- Japansk spets
- Jämthund
- Lapsk vallhund
- Norsk älghund
- Keeshond
- Grosspitz
- Norrbottensspets
- Mittelspitz
- Kleinspitz
- Pomeranian
- Samojedhund
- Siberian Husky
- Svensk lapphund
- Volpino italiano
- Västgötaspets
- Västsibirisk lajka
- Östsibirisk lajka